# 아이즈치
아이즈치(相槌, aizuchi )란 일본어에서 대화 중에 청자가 주의를 기울이거나 화자를 이해하고 있음을 나타내는 맞장구를 말한다. 아이즈치는 언어학에서 말하는 백채널링과 관계 유지를 위한 정서 표현(phatic expression)의 한 예이다. 아이즈치는 화자에게 안심감을 주고 청자가 토론에 적극적으로 참여하고 있음을 나타낸다.
일반적인 아이즈치를 직역하면 다음과 같다.
- はい[hai]、ええ[E e]、うん[Un] (다른 격식 정도의 동의)
- そうですね [sōdesune] (그렇군요)
- そうですか [sōdesuka] (그렇습니까?)
- ほんとう[hontō]、ほんと[honto]、ほんとに[hontoni]、ほんま[honma] (정말)
- なるほど[naruhodo] (과연)
- 고개를 끄덕이기

이런 말들은 영어에서의 yeah ok got it 등에 해당하지만, 일본어에서는 청자가 보다 자주 발화하는 중요한 어구다.
대화에서 이런 아이즈치가 외국어 학습자에게는 난관이 될 수 있다. 외국인이 일본인이 제안에 완전히 동의하고 있다고 생각하는 경우에도, 사실은 일본인들이 그 제안을 이해하고 있다고 말할 뿐이지 동의 여부를 말하는 것은 아니다.

## 참고문헌
- Nodding, Aizuchi, and Final Particles in Japanese Conversation, Volume 39, Issue 7, July 2007, Pages 1242-1254, Journal of Pragmatics